# The Sex Education Show
The Sex Education Show este o emisiune de televiziune ce a fost creată și difuzată de către Channel 4 în perioada 2008–2011. Seria viza educația, reticențele și tabuurile sexuale ale britanicilor, fiind prezentată de către jurnalista britanică Anna Richardson, iar în România a fost difuzată la postul de televiziune Euforia TV cu numele „Să vorbim despre sex”. Emisiunea îmbină discuțiile libere dintre copii, părinți, medici cu scurte documentare filmate anterior ce vizează aspecte ale sexualității umane.

## Sezonul I
Primul sezon conține șase episoade.
În primul episod, părinților unui grup de copii le sunt aduse la cunoștință materialele pornografice pe care copiii lor le urmăreau pe internet, iar jurnalista Anna Richardson le prezintă adolescenților deformările de percepție pe care le induce pornografia și legătura acestora cu respectul de sine.
În cel de-al doilea episod, Anna își analizează cu ironie și umor trecutul său sexual într-un „moment al adevărului”. Totodată, aceasta prezintă simptomele celor mai cunoscute boli cu transmitere sexuală.
Cel de-al treilea episod prezintă concepția și nașterea.
În cel de-al al patrulea episod, Anna face un test de fertilitate și vorbește despre igiena intimă a bărbaților, investigând capacitatea de atracție pe care o poate avea parfumul asupra un bărbat.
În ultimul episod al primei serii, adolescenții au parte de o neașteptată lecție de educație sexuală din partea propriilor părinți.

## Sezonul al II-lea
Primul episod al celui de-al doilea sezon, o echipă de experți în terapia sexuală prezintă tinerilor problemele cele mai importante ale vieții sexuale.
Cel de-al doilea episod analizează părerile tinerilor în legătură cu pornografia din mediul online,